# Лианкур
Лианкур или Токто (кор. 독도?, 獨島?), или Такэсима (яп. 竹島) — группа небольших островов в западной части Японского моря. Они расположены на 37° 14′ 30" северной широты и 131° 52′ восточной долготы. Суверенитет над островами оспаривается Японией и Южной Кореей. После окончания Корейской войны островами управляет Южная Корея.

## Названия

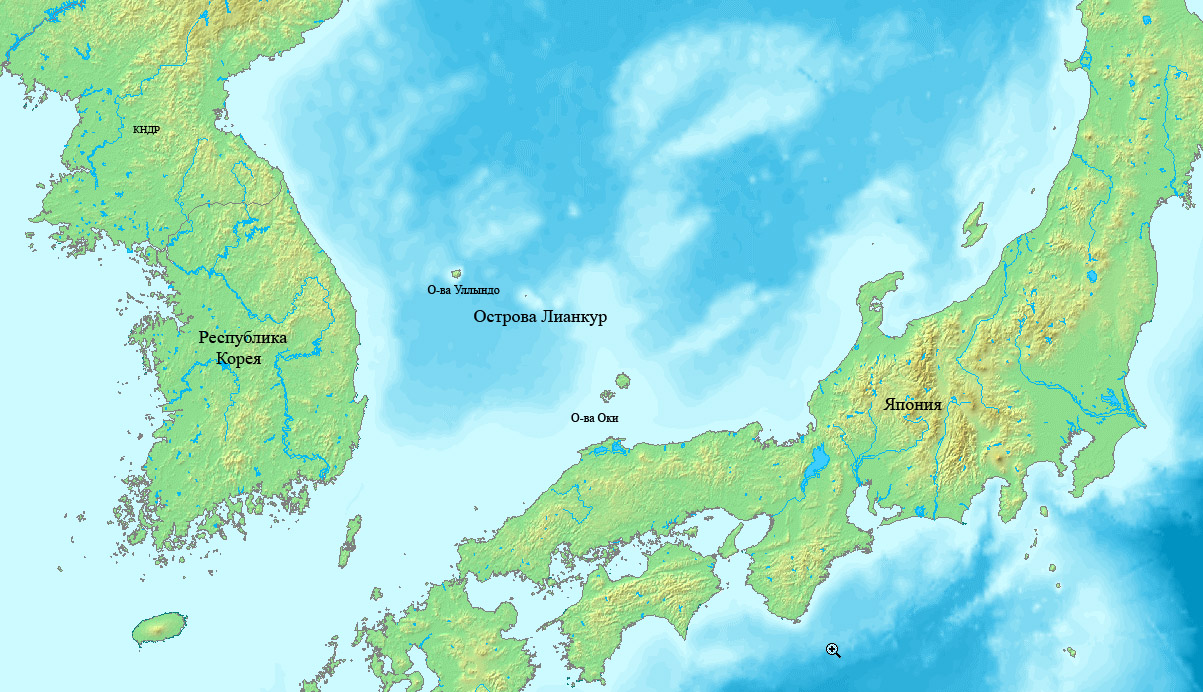

В Корее эти острова называются Токто (독도/獨島, с кор. — «одинокие острова»), а в Японии — Такэсима (竹島, с яп. — «бамбуковые острова»). По-английски острова называются скалы Лианкур (англ. Liancourt Rocks). Это название происходит от имени французского китобойного судна «Le Liancourt», члены экипажа которого были первыми европейцами, которые обнаружили и нанесли на карты эти острова в 1849 году. В России они назывались скалами «Менелай» и «Оливуца» в честь русского корвета XIX века.

## География

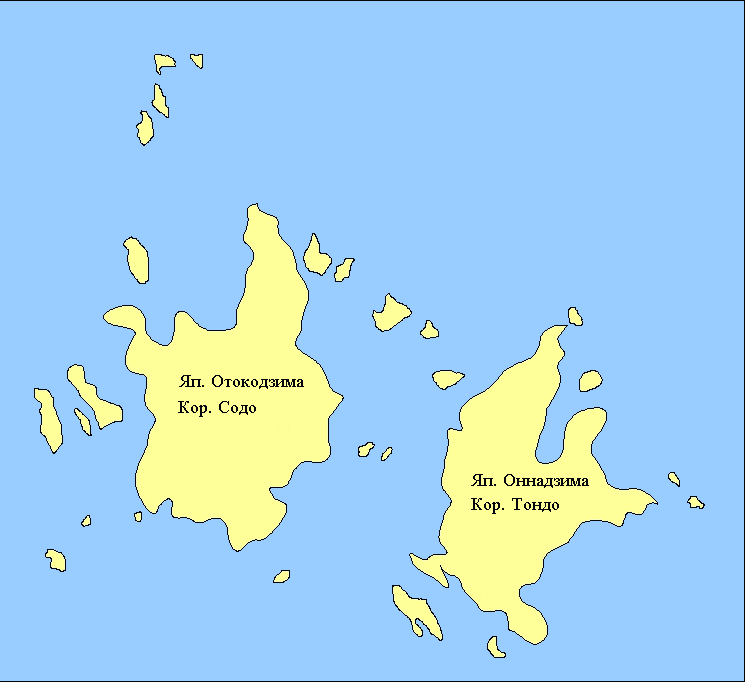
Детальная карта

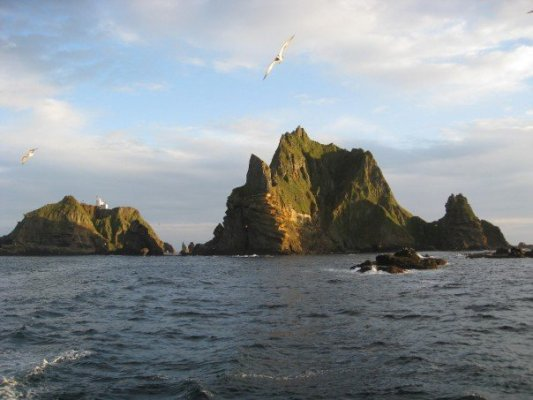
Восточный (слева; местонахождение маяка) и Западный (справа) острова

Острова Лианкур состоят из двух островов, расположенных в 150 метрах друг от друга (Нисисима и Хигасисима по-японски, Содо и Тондо по-корейски; оба буквально означают западный остров 西島 и восточный остров 東島, соответственно) и некоторого количества небольших островов-скал. Их общая площадь составляет 187 450 м² (0,18745 км²). Западный остров — самый большой. Всего около 90 островов и скал вулканического происхождения, сформированных в Кайнозойскую эру. 37 островов из общего числа признаны постоянно существующими островами. В 2006 году геологи сообщили, что эти острова были образованы 4,5 млн лет назад и в настоящее время подвергаются быстрой эрозии.
Высшая точка островов находится на высоте 169 метров и расположена на западном острове. Западный остров имеет площадь около 88 640 м²; восточный остров около 73 300 м². Острова Лианкур расположены около 131°52′ восточной долготы и 37°14′ северной широты. Западный остров находится на 37°14′31″ северной широты, 131°51′55″ восточной долготы, а восточный — на 37°14′27″ северной широты, 131°52′10″ восточной долготы. Эти острова расположены в 217 км от материковой Кореи, в 212 км от Японских островов. Ближайшая корейская территория (остров Уллындо) находится на удалении в 87 км (могут быть видимы в ясную погоду). Ближайшая японская территория (острова Оки) расположена в 157 км от островов Лианкур. Западный остров состоит из одинокой вершины и имеет изрезанную береговую линию. Утёсы восточного острова возвышаются на высоту от 10 до 20 метров. Имеются два залива с выходом в море, а также вулканический кратер.

## Климат
Из-за своего расположения и крайне маленькой площади для островов Лианкур часто характерна штормовая погода. Иногда зимой из-за сильных северо-западных ветров корабли не могут причалить к островам. Из-за сильного влияния тёплых морских течений климат тёплый и влажный. Высокое выпадение осадков (в среднем за год — 1324 мм.), с периодическими метелями. Частым явлением бывает туман. Летом преобладают южные ветра. Самая низкая температура воды вокруг островов — около 10 °C бывает весной. К августу вода прогревается до 25 °C.

## Экология
Острова вулканического происхождения с тонким слоем почвы и мха. На островах имеется около 80 видов растений, свыше 22 видов птиц и 37 видов насекомых, в дополнение к морской флоре и фауне. Острова слишком малы, чтобы иметь какое-то значительное количество пресной воды. Территория острова объявлена природным заказником. Прилегающая акватория богата рыбой. В окрестностях островов, как полагают, находятся месторождения природного газа.
В начале 1970-х гг. на островах были посажены деревья и некоторые виды цветов. Наличие деревьев требуется по международному праву, с тем чтобы острова были признаны естественными островами, а не рифами.

## Административное деление
В Южной Корее острова административно входят в состав уезда Уллын (провинции Северный Кёнсан). Япония административно относит их к городу Окиносима (округ Оки, префектура Симане).

## Население

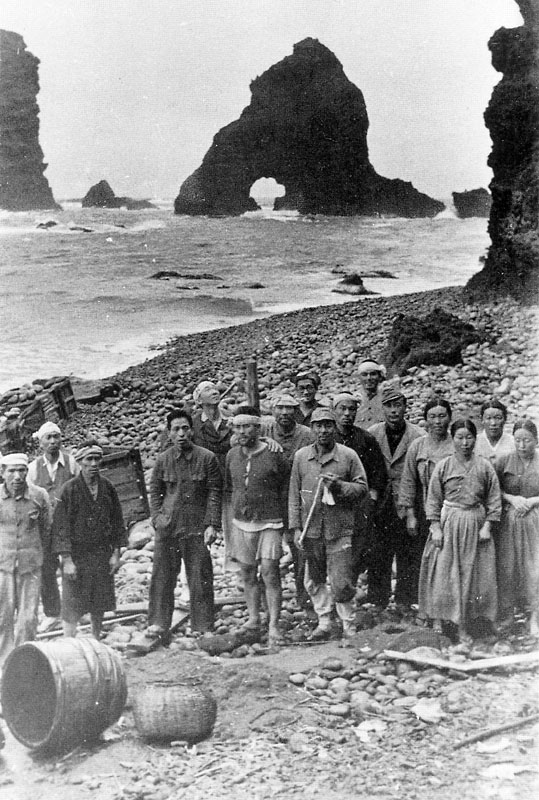
Группа рыбаков и женщин в корейской традиционной одежде ханбок на островах. 1935 год.

На островах нет постоянного населения. Однако на островах находятся полицейский участок с 37 южнокорейскими полицейскими, которые посменно несут службу. Также имеются три административных представителя Министерства морского хозяйства и рыболовства, и трое смотрителей маяка, живущих на острове по очереди. Раньше на островах временно жили несколько рыбаков.

## Территориальный спор
В настоящее время существует конфликт по поводу суверенитета над островами. Корейские требования частично основаны на упоминаниях о корейских островах, называемых Усандо в различных исторических записях и картах. Согласно корейской точке зрения, они относятся к сегодняшним островам Лианкур, в то время как японская сторона считает, что они должны быть отнесены к другому острову, который сегодня называется Чукто — небольшому острову, расположенному в непосредственной близости от ближайшего крупного корейского острова Уллындо.
Япония официально включила эти острова в состав своей территории 22 февраля 1905 года, перед аннексией самой Кореи. После присоединения Кореи к Японии, острова Лианкур по-прежнему входили в состав префектуры Симане, а не генерал-губернаторства Корея.
В настоящее время конфликт, в основном, происходит от спорной интерпретации того факта — относится ли отказ Японии от суверенитета над своими колониями также и к островам Лианкур. Решение Верховного Командования оккупационных Союзных сил (SCAP), в Инструкции № 677 от 29 января 1946 г. причисляет острова Лианкур к территориям, над которыми Япония не должна осуществлять своей власти. Однако окончательный Сан-Францисский мирный договор между Японией и Союзными державами не упоминает их.
С 1954 года на островах Лианкур дислоцирован небольшой гарнизон сил южнокорейской береговой охраны.
В ноябре 1982 года острова были объявлены памятниками природы. До сих пор южнокорейское правительство ограничивало доступ на острова Лианкур для рядовых граждан и представителей СМИ. Официальным предлогом служат экологические соображения.
В 2005 году власти японской префектуры Симане объявили 22 февраля «Днём Такэсимы».

## Карты

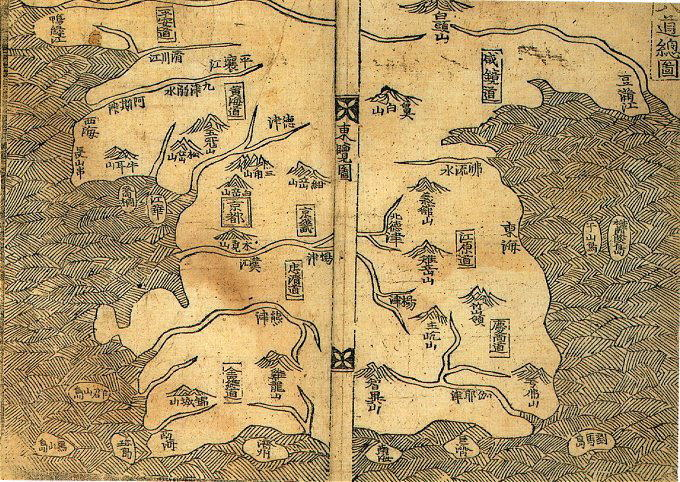
Токто (Усан, 于山) была составлена на западе Уллындо (鬱陵島). (1530, Корея)
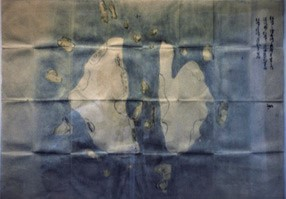
Самая старая карта Острова Лианкур (1656, Япо́ния)
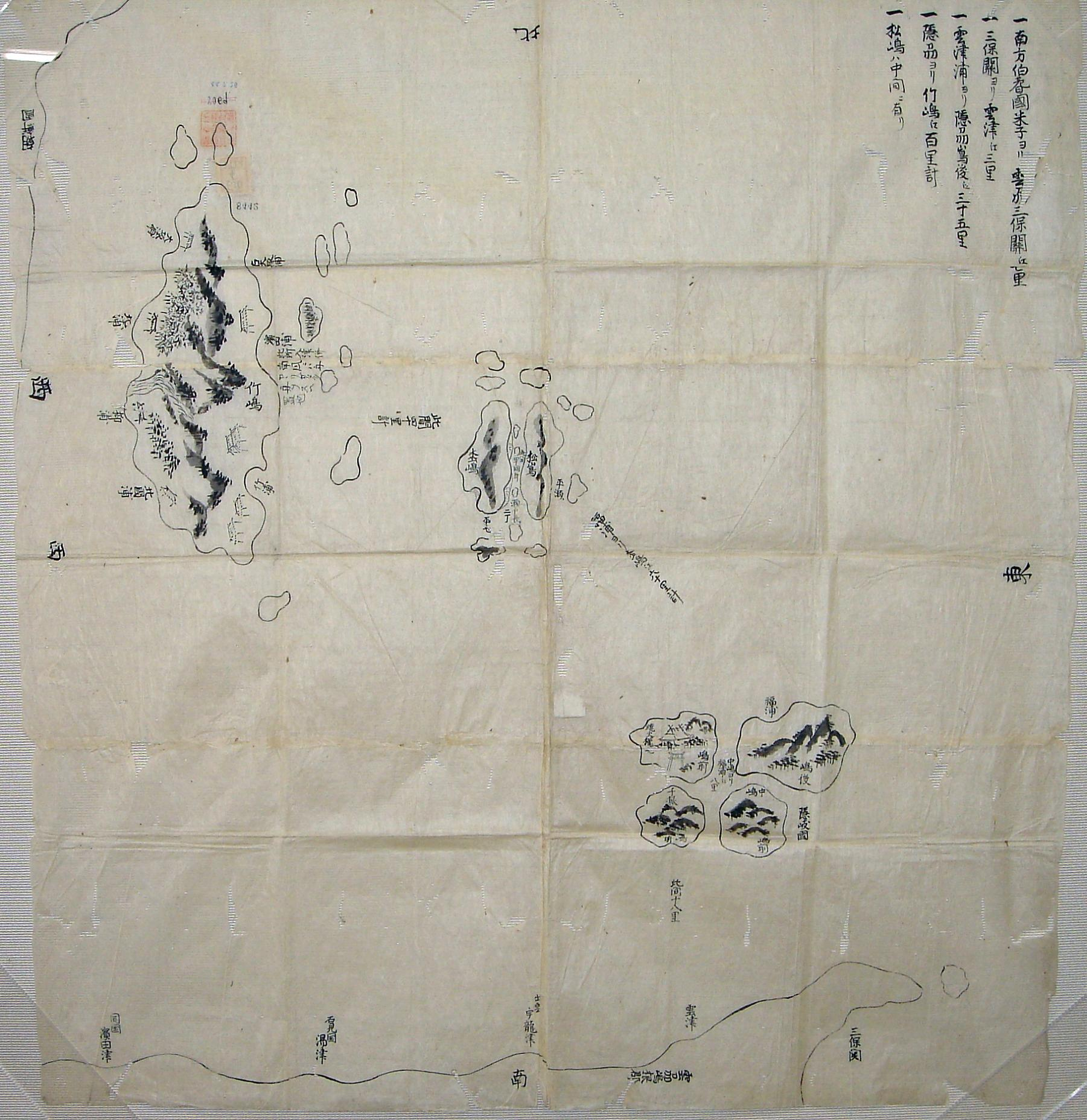
Острова Оки в правом нижнем углу, Лианкур в центре, и Уллындо слева. (1724, Япония)
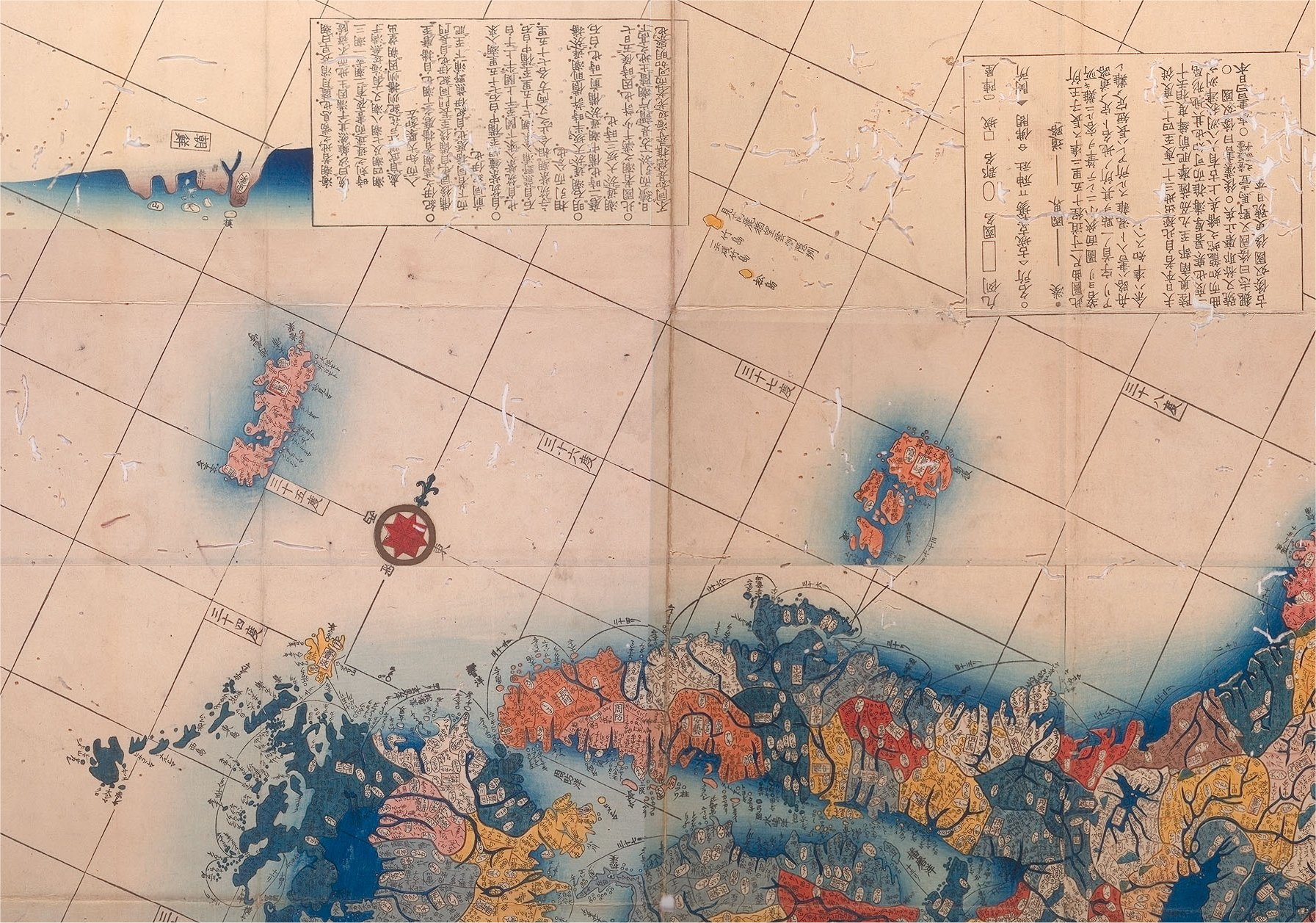
Лианкур (松嶋) и Уллындо (竹嶋) были нарисованы на карте, на которых были начертаны линии долготы и широты. (1775, Япония)
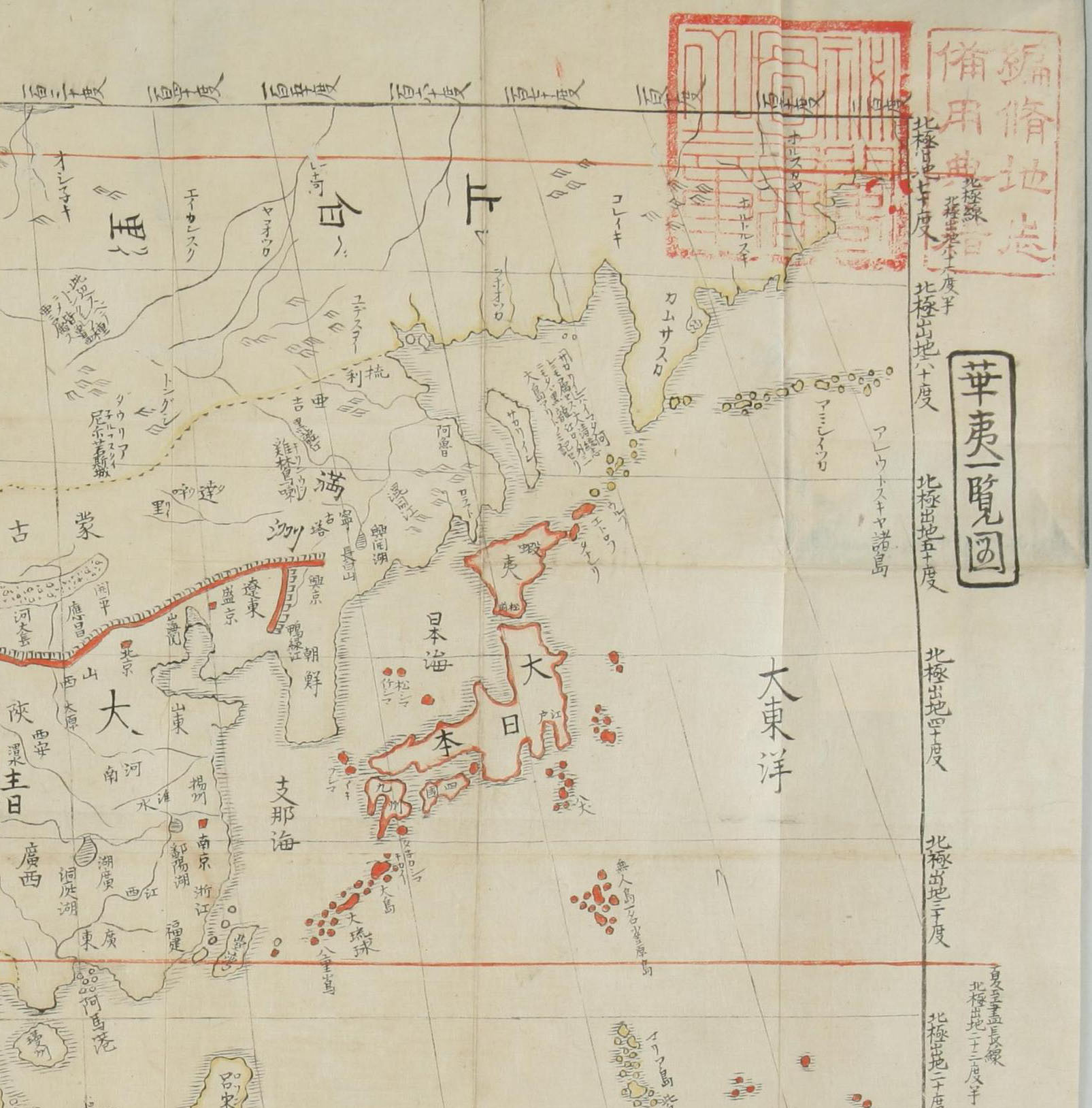
Считалось, что Лианкур (松シマ) принадлежит к области Японии. (1790, Япония)
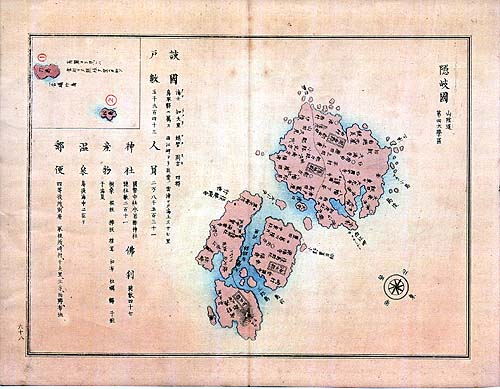
Острова Лианкур были нарисованы как изолированные острова, отличные от островов Оки. (1875, Япония)
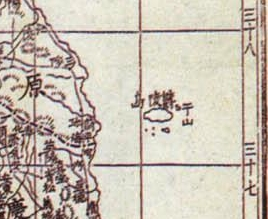
Токто (Усан, 于山) был нарисован рядом с Уллындо (鬱陵島). (1899, Корея)

### Прояпонские сайты
- Позиция Японии по островам Такэсима. www.kz.emb-japan.go.jp. Дата обращения: 12 октября 2022.
- Сайт префектуры Симане. www.pref.shimane.lg.jp. Дата обращения: 12 октября 2022.
- The Issue of Takeshima (англ.). www.mofa.go.jp. Дата обращения: 12 октября 2022.
- Treatment of Takeshima in the Process of Drafting the San Francisco Peace Treaty (англ.). Архивировано 24 ноября 2015 года.
- Последовательная позиция Японии в отношении суверенитета над островами Такэсима. www.ru.emb-japan.go.jp. Дата обращения: 12 октября 2022. Посольство Японии в России

### Прокорейские сайты
- Cyber Dokdo History Hall (англ.). Архивировано из оригинала 21 сентября 2008 года.
- Le site officiel de «Cyber Dokdo», gouvernemental (англ.). www.dokdo.go.kr. Дата обращения: 12 октября 2022.
- Korean Government Official Web Site, Repulic of Korea (англ.). Архивировано 9 сентября 2007 года.
- Dokdo Research Institute (англ.). Архивировано из оригинала 21 июля 2008 года.

### Другие сайты
- Олег Кирьянов. Кто-кто? Токто! rg.ru. Российская газета. Неделя (24 июня 2005). Дата обращения: 12 октября 2022.